# Lilian Ceder
Lilian Ceder, född 1921 i Gränna, död 2003, blev känd 1952 som den enda kvinna i Sverige som dömts för spioneri. Hon var indragen i  Enbomaffären.

## Biografi
Lilian Ceder föddes 1921 i Knukebo skola i Gränna som yngsta dotter till folkskolläraren Robert Ceder och hans hustru Signe. Lilian Ceder fick en dotter, Marianne Andree, född 1945. 
Lilian Ceder utbildade sig sekreterare och fick i slutet av 1940-talet arbete på Norrskensflamman, först som textmottagare, senare journalist. Där träffade hon Fritiof Enbom som kom att bli huvudperson i Enbomaffären. Hon var sjuklig i TBC och astma vilket sannolikt hade betydelse för att hon fick ett kort fängelsestraff, åtta månader. Förhållandet med Enbom bröts 1951. Senare historieforskning har visat att det mesta av de historier som Fritiof Enbom berättade och erkände var falsarier och enligt Ceder var han egentligen "bara en stor skrävlare". När Ceder blev fri bytte hon namn och levde ett tillbakadraget liv. När hon gått i pension, köpte hon det ensliga skolhus utanför Gränna där hon var född och renoverade det till åretruntbostad. Hon var en känd profil i trakten, men hon var mån om sitt privatliv. Hennes enda intervju är den som hänvisas till i denna artikel. 
Till romanen Röd Ceder av Henrik Nyquist finns hennes brev till anhöriga som källmaterial.
I TV-serien ''Affären Enbom'' 1973 kallas hon Inger Alm.